# 小野虎助
小野 虎助（おの とらすけ、旧姓・天野、1875年（明治8年）8月6日 - 没年不明）は、日本の実業家。小野商事代表社員。族籍は大阪府平民。

## 人物
山口県萩市出身。大阪府・天野久良の長男。27歳の時に小野清吉の養子となり、業務の傍ら私塾に入り修学する。小野家は明治10年頃より造船業を経営していた。
1924年に家督を相続する。業務を拡張して「小野造船鉄工所」と称する。造船並びに海運業を営む。
小野鉄工造船所監査役、笠戸島船渠専務取締役、同監査役、同代表、明石産業取締役などをつとめる。住所は大阪市西成区千本通1丁目、同市大正区中口町。

## 家族・親族
小野家
- 養父・清吉（1846年 - ?）[5]
- 養母・みつ（1847年 - ?、京都、渡邊政助の四女）[5]
- 妻・こん（1883年 - ?、養父清吉の長女）[3][4]
- 長男・蒿太郞[3][4]（1902年 - ?） - 府立市岡中学出身[1]。
  - 同妻・キヨ子（1904年 - ?、大阪、大井伊助の四女）[3][4]
  - 同長男・夏樹（1931年 - 、大阪樟蔭女子高校教員）
- 二男（曾祖母天野チセの死跡を相続）[5]
- 長女、二女、三女、四女、五女[1]
- 孫[3]

親戚
- 大井伊助（貸家業、河内屋、大井土地代表、大阪府多額納税者）
- 大井伊助（大阪府多額納税者、家主）